# Stade Lambert
Le stade Lambert (en khmer : ស្តាតឡាំបឺរ), également connu sous le nom de Vieux stade (en khmer : ស្តាតចាស់) est un stade situé au Nord de Phnom Penh.
Avec une capacité de 7 000 places, il est le deuxième plus grand stade du Cambodge, derrière le Stade olympique de Phnom Penh.